# ADAPTIVE Communication Environment
Das Adaptive Communication Framework ist ein Open-Source-C++-Framework, das plattformunabhängig einige Entwurfsmuster für nebenläufige Netzwerkapplikationen bereitstellt.

## Geschichte
ACE wurde zunächst von Douglas C. Schmidt entwickelt, während er an der University of California, Irvine graduierte. Er verfolgte das Projekt an der Washington University in St. Louis weiter, wo es erstmals als Open-Source-Softwareprojekt veröffentlicht wurde. Heute wird es an der Vanderbilt University weiterentwickelt, an der Douglas Schmidt lehrt.

## OS Adapter Layer
Der OS Adapter Layer ist die ACE-Softwareschicht, die direkt die Betriebssystem-C-API bedient. Es schirmt das Betriebssystem plattformunabhängig mit einer POSIX-ähnlichen Schnittstelle ab. Zu dieser Schnittstelle gehören Programmierschnittstellen für:
- Nebenläufigkeit und Synchronisation
- Interprozesskommunikation Shared Memory
- Synchrone und asynchrone Ereignishandler
- Dateisystemzugriffe

## Entwurfsmuster
ACE implementiert die Entwurfsmuster:
Ereignis Handler
- Reactor
- Acceptor-Connector
- Proactor
- Asynchronous Completion Token

Nebenläufigkeit
- Thread-Specific Storage
- Monitor Object
- Active Object
- Half-Synch/Half-Asynch
- Leader/Follower

Service Access and Configuration Patterns
- Component Configurator
- Interceptor
- Extension Interface
- Wrapper Facade